# Campeonato Brasileño de Fútbol 1982
El Campeonato Brasileño de Serie A 1982 o Copa de Oro 1982, fue la 27.ª edición del Campeonato Brasileño de Serie A. El torneo se extendió desde el 16 de enero de 1982 hasta el 25 de abril del corriente año. El club Flamengo de Río de Janeiro ganó el campeonato, el segundo título a nivel nacional del club.
Para este torneo se mantuvo el formato del campeonato pasado, los clubes Corinthians, America-RJ, São Paulo/RS y Atlético Paranaense, comenzaron en la Copa de Plata (Serie B), pero subieron a la Copa de Oro en la segunda fase.

## Sistema de competición
Primera fase: 40 clubes participantes son divididos en ocho grupos de cinco equipos cada uno, clasificando los tres primeros de cada zona a segunda fase.
Segunda fase: A los 28 clubes clasificados de primera fase, se suman 4 clubes de la Copa de Plata. Los 32 clubes se dividen en ocho grupos de cuatro equipos cada uno, clasificando los dos primeros de cada grupo a la ronda de octavos de final.
Fase final: Octavos de final, cuartos de final, semifinales y final a doble partido.

## Primera fase
- Clasifican los 3 primeros de cada grupo a segunda fase, el cuarto clasificado de cada zona disputa una ronda de repechaje.

### Grupo A
| Pos | Equipo                | Pts | PJ | PG | PE | PP | GF | GC | Dif |
| --- | --------------------- | --- | -- | -- | -- | -- | -- | -- | --- |
| 1   | Vasco da Gama         | 14  | 8  | 7  | 0  | 1  | 22 | 3  | +19 |
| 2   | Santos                | 10  | 8  | 4  | 2  | 2  | 15 | 10 | +5  |
| 3   | Moto Club de São Luís | 7   | 8  | 2  | 3  | 3  | 5  | 14 | -9  |
| 4   | Paysandu              | 5   | 8  | 0  | 5  | 3  | 4  | 11 | -7  |
| 5   | Nacional-AM           | 4   | 8  | 0  | 4  | 4  | 5  | 13 | -8  |

### Grupo B
| Pos | Equipo              | Pts | PJ | PG | PE | PP | GF | GC | Dif |
| --- | ------------------- | --- | -- | -- | -- | -- | -- | -- | --- |
| 1   | Guarani de Campinas | 15  | 8  | 7  | 1  | 0  | 32 | 8  | +24 |
| 2   | Botafogo            | 11  | 8  | 5  | 1  | 2  | 16 | 9  | +7  |
| 3   | Ceará               | 10  | 8  | 4  | 2  | 2  | 12 | 15 | -3  |
| 4   | América de Natal    | 4   | 8  | 2  | 0  | 6  | 8  | 16 | -8  |
| 5   | River-PI            | 0   | 8  | 0  | 0  | 8  | 6  | 26 | -20 |

### Grupo C
| Pos | Equipo         | Pts | PJ | PG | PE | PP | GF | GC | Dif |
| --- | -------------- | --- | -- | -- | -- | -- | -- | -- | --- |
| 1   | Flamengo       | 15  | 8  | 7  | 1  | 0  | 25 | 11 | +14 |
| 2   | São Paulo      | 11  | 8  | 5  | 1  | 2  | 24 | 10 | +14 |
| 3   | Treze          | 6   | 8  | 2  | 2  | 4  | 6  | 17 | -11 |
| 4   | Náutico Recife | 6   | 8  | 1  | 4  | 3  | 11 | 15 | -4  |
| 5   | Ferroviário-CE | 2   | 8  | 1  | 0  | 7  | 6  | 26 | -13 |

### Grupo D
| Pos | Equipo                | Pts | PJ | PG | PE | PP | GF | GC | Dif |
| --- | --------------------- | --- | -- | -- | -- | -- | -- | -- | --- |
| 1   | Sport Recife          | 13  | 8  | 6  | 1  | 1  | 15 | 5  | +10 |
| 2   | Fluminense            | 10  | 8  | 3  | 4  | 1  | 14 | 7  | +7  |
| 3   | Internacional Limeira | 8   | 8  | 2  | 4  | 2  | 13 | 10 | +3  |
| 4   | CSA Alagoas           | 6   | 8  | 1  | 4  | 3  | 9  | 13 | -4  |
| 5   | Itabaiana             | 3   | 8  | 1  | 1  | 6  | 2  | 18 | -16 |

### Grupo E
| Pos | Equipo      | Pts | PJ | PG | PE | PP | GF | GC | Dif |
| --- | ----------- | --- | -- | -- | -- | -- | -- | -- | --- |
| 1   | Bangu       | 10  | 8  | 4  | 2  | 2  | 15 | 8  | +7  |
| 2   | Operário-MS | 10  | 8  | 4  | 2  | 2  | 11 | 9  | +2  |
| 3   | Bahia       | 10  | 8  | 3  | 4  | 1  | 9  | 6  | +3  |
| 4   | Cruzeiro    | 6   | 8  | 3  | 0  | 5  | 10 | 15 | -5  |
| 5   | Mixto       | 4   | 8  | 2  | 0  | 6  | 10 | 17 | -7  |

### Grupo F
| Pos | Equipo                 | Pts | PJ | PG | PE | PP | GF | GC | Dif |
| --- | ---------------------- | --- | -- | -- | -- | -- | -- | -- | --- |
| 1   | São José               | 10  | 8  | 4  | 2  | 2  | 6  | 4  | +2  |
| 2   | Grêmio                 | 9   | 8  | 4  | 1  | 3  | 8  | 4  | +4  |
| 3   | Atlético Mineiro       | 9   | 8  | 3  | 3  | 2  | 11 | 5  | +6  |
| 4   | Desportiva Ferroviária | 6   | 8  | 3  | 0  | 5  | 10 | 17 | -7  |
| 5   | Vitória                | 6   | 8  | 3  | 0  | 5  | 7  | 12 | -5  |

### Grupo G
| Pos | Equipo         | Pts | PJ | PG | PE | PP | GF | GC | Dif |
| --- | -------------- | --- | -- | -- | -- | -- | -- | -- | --- |
| 1   | Ponte Preta    | 12  | 8  | 4  | 4  | 0  | 9  | 3  | +6  |
| 2   | Internacional  | 10  | 8  | 4  | 2  | 2  | 17 | 6  | +11 |
| 3   | Grêmio Maringá | 9   | 8  | 3  | 3  | 2  | 9  | 8  | +1  |
| 4   | Goiás          | 7   | 8  | 2  | 3  | 3  | 9  | 13 | -4  |
| 5   | Taguatinga     | 2   | 8  | 1  | 0  | 7  | 7  | 21 | -14 |

### Grupo H
| Pos | Equipo                       | Pts | PJ | PG | PE | PP | GF | GC | Dif |
| --- | ---------------------------- | --- | -- | -- | -- | -- | -- | -- | --- |
| 1   | Anapolina                    | 12  | 8  | 5  | 2  | 1  | 15 | 8  | +7  |
| 2   | XV de Jaú                    | 8   | 8  | 3  | 2  | 3  | 10 | 10 | 0   |
| 3   | Internacional de Santa Maria | 8   | 8  | 2  | 4  | 2  | 12 | 13 | -1  |
| 4   | Londrina                     | 7   | 8  | 3  | 1  | 4  | 11 | 12 | -1  |
| 5   | Joinville                    | 5   | 8  | 2  | 1  | 5  | 11 | 16 | -5  |

## Repechaje
- Clasifican los 4 ganadores a segunda fase.
| Local          | resultado | Visita                 |
| -------------- | --------- | ---------------------- |
| Londrina       | 0 – 0     | Goiás                  |
| Náutico Recife | 6 – 2     | CSA Alagoas            |
| Paysandu Belém | 3 – 1     | América de Natal       |
| Cruzeiro       | 1 – 0     | Desportiva Ferroviária |

## Segunda fase
- Clasifican los 2 primeros de cada grupo a octavos de final.

### Grupo I
| Pos | Equipo                    | Pts | PJ | PG | PE | PP | GF | GC | Dif |
| --- | ------------------------- | --- | -- | -- | -- | -- | -- | -- | --- |
| 1   | Vasco da Gama             | 7   | 6  | 3  | 1  | 2  | 19 | 9  | +10 |
| 2   | Operário-MS               | 7   | 6  | 3  | 1  | 2  | 5  | 8  | -3  |
| 3   | América-RJ                | 5   | 6  | 2  | 1  | 3  | 7  | 7  | 0   |
| 4   | Internacional Santa Maria | 5   | 6  | 2  | 1  | 3  | 4  | 11 | -7  |

### Grupo J
| Pos | Equipo              | Pts | PJ | PG | PE | PP | GF | GC | Dif |
| --- | ------------------- | --- | -- | -- | -- | -- | -- | -- | --- |
| 1   | Guarani de Campinas | 9   | 6  | 4  | 1  | 1  | 13 | 8  | +5  |
| 2   | Grêmio              | 8   | 6  | 3  | 2  | 1  | 9  | 5  | +4  |
| 3   | Náutico Recife      | 5   | 6  | 2  | 1  | 3  | 5  | 5  | 0   |
| 4   | Grêmio Maringá      | 2   | 6  | 0  | 2  | 4  | 7  | 16 | -9  |

### Grupo K
| Pos | Equipo           | Pts | PJ | PG | PE | PP | GF | GC | Dif |
| --- | ---------------- | --- | -- | -- | -- | -- | -- | -- | --- |
| 1   | Corinthians      | 9   | 6  | 4  | 1  | 1  | 9  | 5  | +4  |
| 2   | Flamengo         | 8   | 6  | 3  | 2  | 1  | 10 | 8  | +2  |
| 3   | Atlético Mineiro | 5   | 6  | 2  | 1  | 3  | 9  | 10 | -1  |
| 4   | Internacional    | 2   | 6  | 0  | 2  | 4  | 5  | 10 | -5  |

### Grupo L
| Pos | Equipo       | Pts | PJ | PG | PE | PP | GF | GC | Dif |
| --- | ------------ | --- | -- | -- | -- | -- | -- | -- | --- |
| 1   | Sport Recife | 8   | 6  | 3  | 2  | 1  | 11 | 4  | +7  |
| 2   | Bahia        | 6   | 6  | 2  | 2  | 2  | 9  | 7  | +2  |
| 3   | XV de Jaú    | 6   | 6  | 1  | 4  | 1  | 7  | 10 | -3  |
| 4   | Paysandu     | 4   | 6  | 1  | 2  | 3  | 6  | 12 | -6  |

### Grupo M
| Pos | Equipo                | Pts | PJ | PG | PE | PP | GF | GC | Dif |
| --- | --------------------- | --- | -- | -- | -- | -- | -- | -- | --- |
| 1   | Santos                | 9   | 6  | 4  | 1  | 1  | 9  | 3  | +6  |
| 2   | Bangu                 | 7   | 6  | 3  | 1  | 2  | 7  | 4  | +3  |
| 3   | Internacional Limeira | 4   | 6  | 1  | 2  | 3  | 7  | 8  | -1  |
| 4   | São Paulo-RS          | 4   | 6  | 1  | 2  | 3  | 4  | 12 | -8  |

### Grupo N
| Pos | Equipo   | Pts | PJ | PG | PE | PP | GF | GC | Dif |
| --- | -------- | --- | -- | -- | -- | -- | -- | -- | --- |
| 1   | São José | 9   | 6  | 3  | 3  | 0  | 8  | 2  | +6  |
| 2   | Londrina | 8   | 6  | 2  | 4  | 0  | 8  | 4  | +4  |
| 3   | Botafogo | 4   | 6  | 1  | 2  | 3  | 5  | 8  | -3  |
| 4   | Treze    | 3   | 6  | 1  | 1  | 4  | 5  | 12 | -7  |

### Grupo O
| Pos | Equipo              | Pts | PJ | PG | PE | PP | GF | GC | Dif |
| --- | ------------------- | --- | -- | -- | -- | -- | -- | -- | --- |
| 1   | São Paulo           | 10  | 6  | 5  | 0  | 1  | 14 | 7  | +7  |
| 2   | Ceará               | 6   | 6  | 3  | 0  | 3  | 11 | 11 | 0   |
| 3   | Ponte Preta         | 6   | 6  | 2  | 2  | 2  | 6  | 6  | 0   |
| 4   | Atlético Paranaense | 2   | 6  | 0  | 2  | 4  | 2  | 9  | -7  |

### Grupo P
| Pos | Equipo                | Pts | PJ | PG | PE | PP | GF | GC | Dif |
| --- | --------------------- | --- | -- | -- | -- | -- | -- | -- | --- |
| 1   | Fluminense            | 9   | 6  | 4  | 1  | 1  | 19 | 6  | +13 |
| 2   | Anapolina             | 8   | 6  | 4  | 0  | 2  | 9  | 9  | 0   |
| 3   | Cruzeiro              | 5   | 6  | 2  | 1  | 3  | 4  | 8  | -4  |
| 4   | Moto Club de São Luís | 2   | 6  | 1  | 0  | 5  | 2  | 11 | -9  |

## Fase Final

### Octavos de final
| Equipo 1      | Agr. | Equipo 2            | Ida | Vuelta |
| ------------- | ---- | ------------------- | --- | ------ |
| Flamengo      | 3-2  | Sport Recife        | 2-0 | 1-2    |
| Londrina      | 0-1  | Santos              | 0-0 | 0-1    |
| Anapolina     | 3-5  | São Paulo           | 3-1 | 0-4    |
| Operário-MS   | 1-2  | Guarani de Campinas | 1-1 | 0-1    |
| Bangu         | 5-3  | São José            | 3-1 | 2-2    |
| Bahia         | 3-6  | Corinthians         | 1-1 | 2-5    |
| Vasco da Gama | 1-2  | Grêmio              | 1-1 | 0-1    |
| Ceará         | 1-4  | Fluminense          | 1–2 | 0-2    |

### Cuartos de final
| Equipo 1  | Agr. | Equipo 2    | Ida | Vuelta |
| --------- | ---- | ----------- | --- | ------ |
| Flamengo  | 3-2  | Santos      | 2-1 | 1-1    |
| São Paulo | 0-3  | Guarani     | 0-1 | 0-2    |
| Bangu     | 2-2  | Corinthians | 0-1 | 2-1    |
| Grêmio    | 3-2  | Fluminense  | 1-1 | 2-1    |

### Semifinales
| Equipo 1    | Agr. | Equipo 2            | Ida | Vuelta |
| ----------- | ---- | ------------------- | --- | ------ |
| Flamengo    | 5-3  | Guarani de Campinas | 2-1 | 3-2    |
| Corinthians | 2-5  | Grêmio              | 1-2 | 1-3    |

### Final
| 18 de abril de 1982 | Flamengo | 1 – 1 | Grêmio    | Estadio Maracanã, Río de Janeiro,                                |                                                                  |
|                     | Zico 89' |       | Tonho 83' | Asistencia: 51, 279 espectadores Árbitro(s): José Roberto Wright | Asistencia: 51, 279 espectadores Árbitro(s): José Roberto Wright |

| 21 de abril de 1982 | Grêmio | 0 – 0 | Flamengo | Estadio Olímpico, Porto Alegre,                                 |  |
|                     |        |       |          | Asistencia: 74,238 espectadores Árbitro(s): José Roberto Wright |  |

| 25 de abril de 1982 | Grêmio | 0 – 1 | Flamengo  | Estadio Olímpico, Porto Alegre,                            |                                                            |
|                     |        |       | Nunes 10' | Asistencia: 62,256 espectadores Árbitro(s): Oscar Scolfaro | Asistencia: 62,256 espectadores Árbitro(s): Oscar Scolfaro |

- Flamengo y Grêmio, campeón y subcampeón respectivamente, clasifican a Copa Libertadores 1983.

|                                      |
| Bandera del estado de Río de Janeiro |
| Campeón C. R. Flamengo 2.º título    |

## Posiciones finales
- Dos puntos por victoria.
| Pos | Equipo                 | Pts | PJ | PG | PE | PP | GF | GC | Dif |
| --- | ---------------------- | --- | -- | -- | -- | -- | -- | -- | --- |
| 1   | Flamengo               | 36  | 23 | 15 | 6  | 2  | 48 | 27 | +21 |
| 2   | Grêmio                 | 29  | 23 | 11 | 7  | 5  | 28 | 16 | +12 |
| 3   | Guarani de Campinas    | 31  | 20 | 14 | 3  | 3  | 53 | 22 | +31 |
| 4   | Corinthians            | 14  | 12 | 6  | 2  | 4  | 19 | 15 | +4  |
| 5   | Fluminense             | 24  | 18 | 9  | 6  | 3  | 39 | 17 | +22 |
| 6   | São Paulo              | 23  | 18 | 11 | 1  | 6  | 43 | 23 | +20 |
| 7   | Santos                 | 23  | 18 | 9  | 5  | 4  | 27 | 16 | +11 |
| 8   | Bangu                  | 22  | 18 | 9  | 4  | 5  | 29 | 17 | +12 |
| 9   | Sport Recife           | 23  | 16 | 10 | 3  | 3  | 28 | 12 | +16 |
| 10  | Vasco da Gama          | 22  | 16 | 10 | 2  | 4  | 42 | 14 | +28 |
| 11  | Anapolina              | 22  | 16 | 10 | 2  | 4  | 27 | 22 | +5  |
| 12  | São José-SP            | 20  | 16 | 7  | 6  | 3  | 17 | 11 | +6  |
| 13  | Operário-MS            | 18  | 16 | 7  | 4  | 5  | 17 | 19 | -2  |
| 14  | Bahia                  | 17  | 16 | 5  | 7  | 4  | 21 | 19 | +2  |
| 15  | Londrina               | 16  | 16 | 5  | 6  | 5  | 19 | 17 | +2  |
| 16  | Ceará                  | 16  | 16 | 7  | 2  | 7  | 24 | 30 | -6  |
| 17  | Ponte Preta            | 18  | 14 | 6  | 6  | 2  | 15 | 9  | +6  |
| 18  | Botafogo               | 15  | 14 | 6  | 3  | 5  | 21 | 17 | +4  |
| 19  | Atlético Mineiro       | 14  | 14 | 5  | 4  | 5  | 20 | 15 | +5  |
| 20  | XV de Jaú              | 14  | 14 | 4  | 6  | 4  | 17 | 20 | -3  |
| 21  | Internacional-SM       | 13  | 14 | 4  | 5  | 5  | 16 | 24 | -8  |
| 22  | Internacional          | 12  | 14 | 4  | 4  | 6  | 22 | 16 | 6   |
| 23  | Internacional Limeira  | 12  | 14 | 3  | 6  | 5  | 20 | 18 | +2  |
| 24  | Cruzeiro               | 11  | 14 | 5  | 1  | 8  | 14 | 23 | -9  |
| 25  | Grêmio Maringá         | 11  | 14 | 3  | 5  | 6  | 16 | 24 | -8  |
| 26  | Náutico Recife         | 11  | 14 | 2  | 7  | 5  | 16 | 20 | -4  |
| 27  | Treze                  | 9   | 14 | 3  | 3  | 8  | 11 | 29 | -18 |
| 28  | Moto Club de São Luís  | 9   | 14 | 3  | 3  | 8  | 7  | 25 | -18 |
| 29  | Paysandu               | 9   | 14 | 1  | 7  | 6  | 10 | 23 | -13 |
| 30  | América-RJ             | 5   | 6  | 2  | 1  | 3  | 7  | 7  | 0   |
| 31  | São Paulo-RS           | 4   | 6  | 1  | 2  | 3  | 4  | 12 | -8  |
| 32  | Atlético Paranaense    | 2   | 6  | 0  | 2  | 4  | 2  | 9  | -7  |
| 33  | Goiás                  | 7   | 8  | 2  | 3  | 3  | 9  | 13 | -4  |
| 34  | Desportiva Ferroviária | 6   | 8  | 3  | 0  | 5  | 10 | 17 | -7  |
| 35  | CSA Alagoas            | 6   | 8  | 1  | 4  | 3  | 9  | 13 | -4  |
| 36  | América de Natal       | 4   | 8  | 2  | 0  | 6  | 8  | 16 | -8  |
| 37  | Vitória                | 6   | 8  | 3  | 0  | 5  | 7  | 12 | -5  |
| 38  | Joinville              | 5   | 8  | 2  | 1  | 5  | 11 | 16 | -5  |
| 39  | Mixto                  | 4   | 8  | 2  | 0  | 6  | 10 | 17 | -7  |
| 40  | Nacional-AM            | 4   | 8  | 0  | 4  | 4  | 5  | 13 | -8  |
| 41  | Itabaiana              | 3   | 8  | 1  | 1  | 6  | 2  | 18 | -16 |
| 42  | Taguatinga             | 2   | 8  | 1  | 0  | 7  | 7  | 21 | -14 |
| 43  | Ferroviário-CE         | 2   | 8  | 1  | 0  | 7  | 6  | 19 | -13 |
| 44  | River-PI               | 0   | 8  | 0  | 0  | 8  | 6  | 26 | -20 |

## Goleadores
| Pos. | Jugador          | Club          | Goles |
| ---- | ---------------- | ------------- | ----- |
| 1    | Zico             | Flamengo      | 21    |
| 2    | Serginho Chulapa | Sao Paulo     | 20    |
| 3    | Careca           | Guarani       | 18    |
| 4    | Sávio            | Anapolina     | 16    |
| 5    | Cláudio Adão     | Vasco da Gama | 13    |
| 5    | Jorge Mendonça   | Guarani       | 13    |
| 7    | Baltazar         | Gremio        | 12    |
| 7    | Renato           | Sao Paulo     | 12    |
| 7    | Roberto Dinamite | Vasco da Gama | 12    |
| 10   | Ramón            | Ceara         | 10    |
| 10   | Vágner           | Bangu         | 10    |